# Parc de l'Harmonie

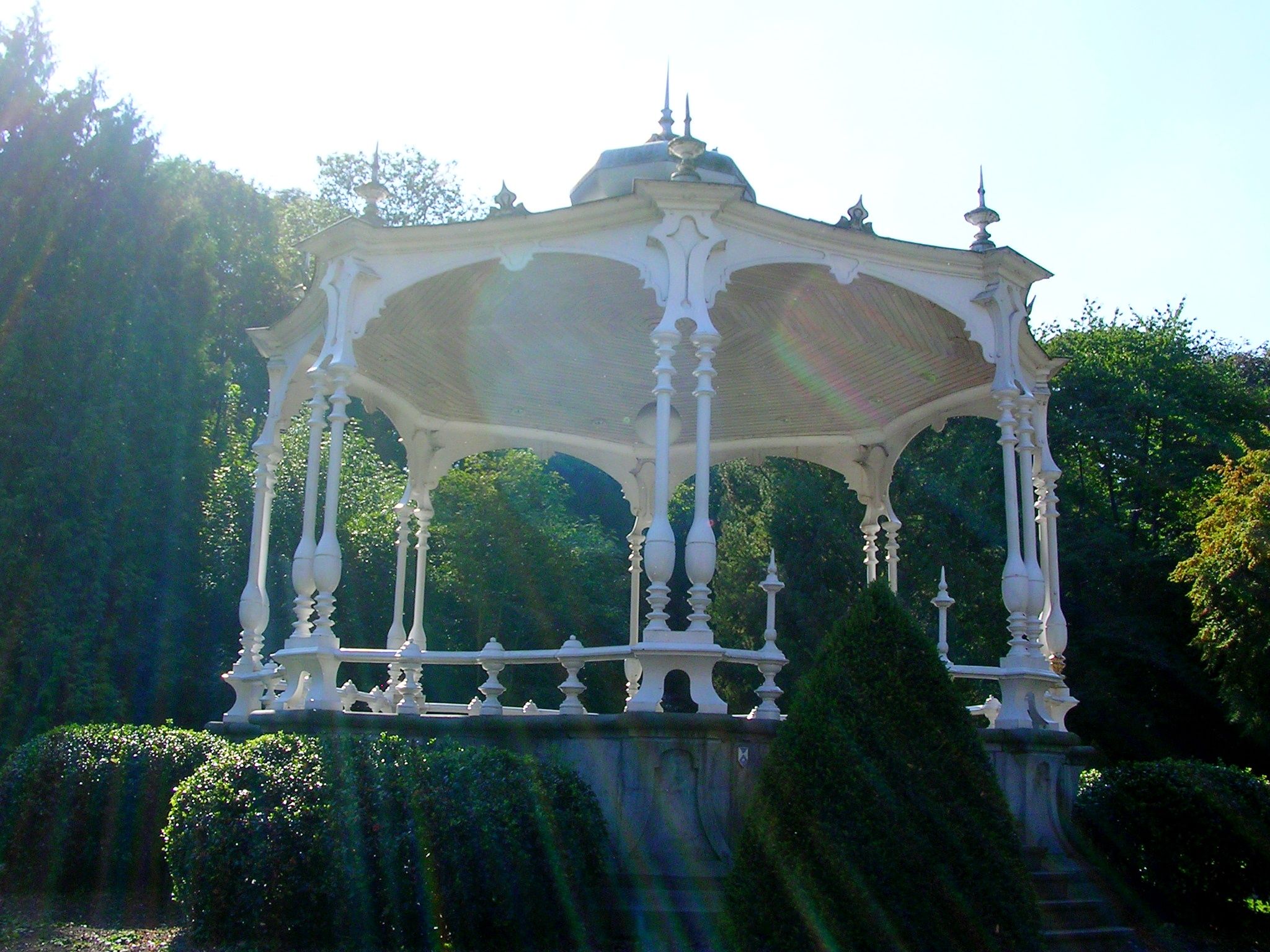
Muziekkiosk

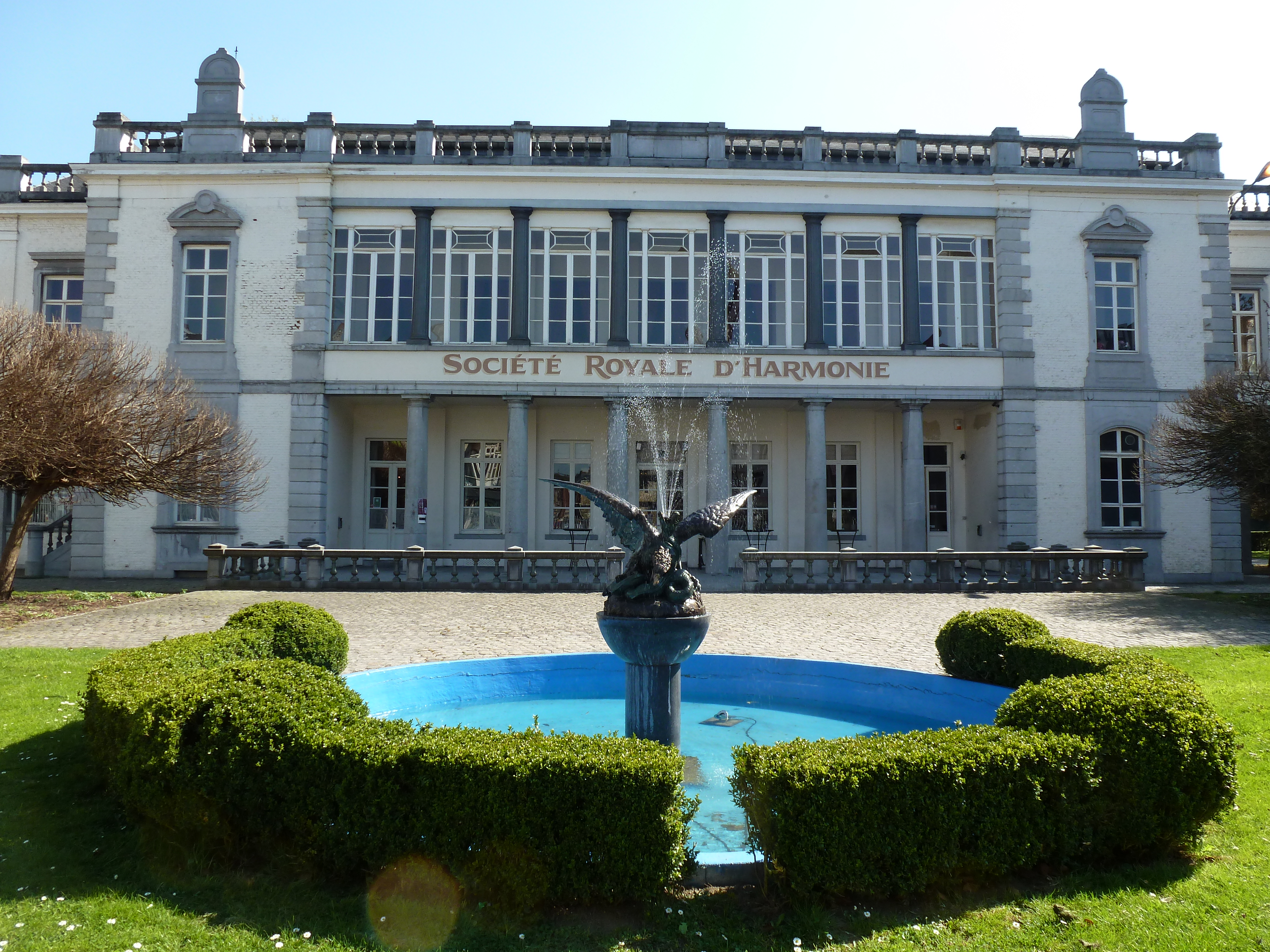
Les salons de l'harmonie

Het Parc de l'Harmonie is een park in de Belgische stad Verviers, gelegen aan de Rue de la Concorde.

## Geschiedenis
In 1829 werd de Société royale d’Harmonie opgericht en in 1832 werd een terrein aangekocht waarop hun verenigingsgebouw verrees. Ook werd er een park aangelegd, waarin zich tal van merkwaardige bomen bevinden, zoals een paardenkastanje met een omtrek van 5,3 meter en daarmee één der grootste van Wallonië.
Een andere bezienswaardigheid is een muziekkiosk van 1854, een achthoekige kiosk in oriëntaliserende stijl. Hij is voorzien van ranke kolommenparen en een vreemd gevormde spits. De hoogte van het gebouwtje is 11 meter. Een kopie van deze kiosk bevindt zich in de stad Brugge.
Het park is bekend omdat hier in 1913 het eerste Fête de Wallonie (Fête de la Région wallonne) werd gehouden. Dit feest vond plaats in de geest van de herdenking van de Belgische Revolutie. Hoewel er ook in Brussel enkele plechtigheden waren, werd de grootste manifestatie te Verviers gehouden. Dit feest wordt tegenwoordig jaarlijks te Namen, hoofdstad van Wallonië, gehouden.
In 1994 werd het park vernieuwd door landschapsarchitect Serge Delsemme.